# Береборн
Береборн (нім. Bereborn) — громада в Німеччині, розташована в землі Рейнланд-Пфальц. Входить до складу району Вульканайфель. Складова частина об'єднання громад Кельберг.
Площа — 2,57 км2. Населення становить 119 ос. (станом на 31 грудня 2020).